# Mehdi Lehaire
Mehdi Lehaire (22 januari 2000) is een Belgisch voetballer die als Aanvallende middenvelder voor Miedz Legnica speelt.

## Lierse SK
Mehdi Lehaire speelde in verschillende jeugdteams van Lierse SK. Vanuit het beloftenteam werd hij in seizoen 2017/2018 een aantal wedstrijden doorgeschoven naar het 1e team, dat uitkwamen in de Play Offs tegen degradatie. Tijdens deze wedstrijden maakte hij zijn debuut in het betaalde voetbal. Op 28 april 2018 speelde hij zijn eerste minuten tegen KV Kortrijk. Hij kwam in de 83e minuut in het veld, hij verving Nico Binst. Een week later kreeg hij meer speelminuten tegen Standaard Luik.
Op 9 mei 2018 werd bekend dat de club het faillissement had aangevraagd voor zowel het profteam als het jeugdvoetbal.

## FC Utrecht
Op 31 mei 2018 tekende Lehaire een contract bij Jong FC Utrecht. Hij verbond zich aan de club tot de zomer van 2020 met een optie voor een extra seizoen. Dit betekent dat hij in de Eerste Divisie gaat spelen. Hij debuteerde in de eerste speelronde van het seizoen 2018/19 op 17 augustus 2018, in de met 5-0 verloren uitwedstrijd tegen Go Ahead Eagles. Lehaire begon op de bank en verving in de 58e minuut de debutant Rayan El Azrak.

## Miedz Legnica
Op 20 augustus 2020 tekende Lehaire een contract bij Miedz Legnica. Dit betekent dat hij in de I Liga gaat spelen. Hij debuteerde in de negende speelronde van het seizoen 2020/21 op 16 oktober 2020, in de met 1-1 gelijkspeelde thuiswedstrijd tegen Puszcza Niepołomice. Lehaire begon op de bank en verving in de 72e minuut Krzysztof Drzazga.

## Statistieken
| Seizoen                      | Club             | Land           | Competitie      | Competitie | Competitie | Beker | Beker | Totaal | Totaal |
| Seizoen                      | Club             | Land           | Competitie      | Wed.       | Dlp.       | Wed.  | Dlp.  | Wed.   | Dlp.   |
| ---------------------------- | ---------------- | -------------- | --------------- | ---------- | ---------- | ----- | ----- | ------ | ------ |
| 2016/17                      | Lierse SK        | België         | Eerste Klasse A | 1          | 0          | 0     | 0     | 1      | 0      |
| 2017/18                      | Lierse SK        | België         | Eerste Klasse A | 1          | 0          | 0     | 0     | 1      | 0      |
| 2018/19                      | Jong FC Utrecht  | Nederland      | Eerste divisie  | 19         | 1          | –     | –     | 19     | 1      |
| 2019/20                      | Jong FC Utrecht  | Nederland      | Eerste divisie  | 0          | 0          | –     | –     | 0      | 0      |
| 2020/21                      | Miedz Legnica    | Polen          | I Liga          | 7          | 0          | 0     | 0     | 7      | 0      |
| 2020/21                      | Miedz Legnica II | Polen          | III Liga        | 6          | 0          | –     | –     | 6      | 0      |
| Carrièretotaal               | Carrièretotaal   | Carrièretotaal | Carrièretotaal  | 34         | 1          | 0     | 0     | 34     | 1      |
| Bijgewerkt op 3 januari 2021 |                  |                |                 |            |            |       |       |        |        |